# 城子街街道
城子街街道，是中华人民共和国吉林省长春市九台区下辖的一个乡镇级行政单位。

## 行政区划
城子街街道下辖以下地区：
城子街社区、城子街村、清泉村、秀水村、铜匠沟村、百合村、长岭村、陈家村、样子边村、王家岭村、七台村、城东村、义合村、朱家村、柳溪村、猴石村、西甸子村、双川村、郭家村、六台村、条子沟村、大沟村、古洞村、青山村、碱场村、桃山村、石场村、烧锅村、团结村、柴福村和大贝村。